# Molí de Travesseres
El Molí de Travesseres és un molí del municipi de Lles de Cerdanya (Cerdanya) inclosa en l'Inventari del Patrimoni Arquitectònic de Catalunya.

## Descripció
Molí situat entre els pobles de Travesseres i Müsser, que aprofita el corrent del riu d'Arànser. Segons la fitxa revisada per última vegada l'any 1991, l'edifici es conservava en estat de ruïna i, per tant, en desús. Actualment l'aspecte i l'estat de l'edifici és dràsticament diferent. Recentment s'ha restaurat el molí, per tal d'habilitar-lo com habitatges per part dels propietaris. Cal destacar que en aquesta restauració s'ha tingut especial cura per preservar els elements distintius de l'antic molí. Fins i tot s'hi han mantingut elements originals, com les restes de les estructures de fustes, el rodet, i diferents mecanismes. D'altres, com la séquia que hi canalitzava l'aigua, o les rampes que la conduïen fins al molí, han estat restaurats amb material nou, intentant recrear l'aspecte i funció original d'aquestes.